# ミハイル・テレシチェンコ
ミハイル・イワノヴィッチ・テレシチェンコ（ロシア語: Михаи́л Ива́нович Тере́щенко, ラテン文字転写: Mikhail Ivanovich Tereshchenko; ウクライナ語: Михайло Іванович Терещенко; 1886年3月18日 - 1956年4月1日）は、帝政ロシアの資本家、政治家。ロシア革命（二月革命）後成立した臨時政府で蔵相、外相を務めた。

## 概要
1886年3月18日ロシア帝国領であったウクライナのキエフに生まれる。生家のテレシチェンコ家（Терещенко）は、革命以前、ウクライナの大地主で砂糖工場経営でも知られていた。ミハイル・テレシチェンコは、キエフ大学、ライプツィヒ大学をそれぞれ卒業後、1910年フリーメイソンに加入し、アレクサンドル・コノヴァノフ、アレクサンドル・ケレンスキー、ニコライ・ヴィサリオノヴィッチ・ネクラーソフ、そしてイワン・エフレーモフとならぶロシア・フリーメイソン（マソンストヴォ）の巨頭のひとりとなった。テレシチェンコは、第四国会（ドゥーマ）で国会議員に選出される。彼はロシア進歩党に近い立場であったが、国会では無所属の立場をとった。また1912年から1914年までペテルブルクでシン出版社の社主を務めた。
1914年第一次世界大戦が勃発すると、戦争中は、赤十字病院の組織化に携わった。1915年から1917年まで、キエフ地区の軍事産業委員会議長や全ロシア軍事産業委員会副議長を歴任した。多くの資本家同様、帝政に対して不満を抱いていたテレシチェンコは、皇帝ニコライ2世打倒に参加する。1917年ロシア革命（二月革命）により3月2日ゲオルギー・リヴォフ公爵を首班とするロシア臨時政府が成立すると、テレシチェンコは大蔵大臣に就任する。ケレンスキーやネクラーソフらとともに社会革命党（エスエル）などとの連立政権樹立を目指し活発に活動した。1917年4月パーヴェル・ミリュコーフ外相が辞任（四月危機）すると、5月5日後任の外相に就任する。しかし、テレシチェンコは戦争継続をめぐり、戦争継続を主張し、戦争継続反対派であったアレクサンドル・ヴォルコフスキー陸相と対立した。1917年10月26日ボリシェヴィキが武装蜂起をし、テレシチェンコは、臨時政府の閣僚たちとともにボリシェヴィキに捕らえられ、ペトロパヴロフスク要塞に幽閉される。
1918年春、要塞を脱出することに成功したテレシチェンコは、ノルウェーを経て、フランスに亡命した。テレシチェンコは白軍の支持者となり、ソビエト政権に対する干渉やロシア内戦に関しても支持をしていた。その後1920年代から1930年代にかけては、フランスとマダガスカルで金融関係に携わり、1956年4月1日モナコで死去した。
| 公職                          | 公職                                 | 公職                                               |
| ----------------------------- | ------------------------------------ | -------------------------------------------------- |
| 先代 パーヴェル・ミリュコーフ | ロシア臨時政府外務大臣 第2代：1917年 | 次代 レフ・トロツキー （ロシア共和国外務人民委員） |